# Paulino de la Fuente
Paulino de la Fuente, noto come Paulino (Santander, 27 giugno 1997), è un calciatore spagnolo, attaccante del Real Saragozza.

## Carriera
Nato a Santander, nel suo percorso giovanile milita nel Racing Santander, nell'Inter e nell'Atlético Madrid.
Nel 2016 viene acquistato dall'Alavés che lo aggrega inizialmente alla propria squadra B; fa il suo esordio fra i professionisti il 21 giugno 2020 in occasione del match di Primera División perso 6-0 contro il Celta Vigo.
Il 23 settembre 2020 firma per una stagione con l'UD Logroñés; autore di una rete in 32 presenze in seconda divisione, nel mercato estivo seguente si trasferisce al Malaga.
Dopo un'esperienza nel campionato messicano con il Pachuca, nel 2023 torna a giocare in Spagna, nella Segunda División, con la maglia del Real Oviedo. Nella stagione 2024-2025 la squadra delle Asturie vince i play-off in finale contro il Mirandés, ottenendo la promozione in massima serie.
Finita la stagione, il 2 agosto 2025, de la Fuente firma un biennale con il Real Saragozza.

## Statistiche
Statistiche aggiornate al 29 giugno 2024.

### Presenze e reti nei club
| Stagione        | Squadra         | Campionato      | Campionato | Campionato | Coppe nazionali | Coppe nazionali | Coppe nazionali | Coppe continentali | Coppe continentali | Coppe continentali | Altre coppe | Altre coppe | Altre coppe | Totale | Totale | Totale |
| Stagione        | Squadra         | Comp            | Pres       | Reti       | Comp            | Pres            | Reti            | Comp               | Pres               | Reti               | Comp        | Pres        | Reti        | Pres   | Reti   |        |
| --------------- | --------------- | --------------- | ---------- | ---------- | --------------- | --------------- | --------------- | ------------------ | ------------------ | ------------------ | ----------- | ----------- | ----------- | ------ | ------ | ------ |
| 2019-2020       | Alavés          | PD              | 3          | 0          | CR              | 0               | 0               |                    | -                  | -                  |             | -           | -           | 3      | 0      |        |
| 2020-2021       | UD Logroñés     | SD              | 31         | 1          | CR              | 1               | 0               |                    | -                  | -                  |             | -           | -           | 32     | 1      |        |
| 2021-2022       | Malaga          | SD              | 37         | 4          | CR              | 1               | 1               |                    | -                  | -                  |             | -           | -           | 38     | 5      |        |
| 2022-2023       | Pachuca         | PD              | 25         | 2          |                 | -               | -               |                    | -                  | -                  | CdC         | 1           | 0           | 26     | 2      |        |
| 2023-2024       | Real Oviedo     | SD              | 34+3       | 9+0        | CR              | -               | -               |                    | -                  | -                  |             | -           | -           | 37     | 9      |        |
| Totale carriera | Totale carriera | Totale carriera | 130+3      | 16         |                 | 2               | 1               |                    | -                  | -                  |             | 1           | 0           | 136    | 17     |        |